# Acequia
Pour les articles homonymes, voir Acequia (canal d'irrigation) et acequias.
La ville d’Acequia est située dans le comté de Minidoka, dans l’État de l’Idaho, aux États-Unis. Sa population s’élevait à 124 habitants lors du recensement de 2010, estimée à 127 habitants en 2017.

## Démographie
| Groupe            | Acequia | Idaho | États-Unis |
| ----------------- | ------- | ----- | ---------- |
| Blancs            | 66,9    | 89,1  | 72,4       |
| Autres            | 23,5    | 6,4   | 11,2       |
| Métis             | 4,8     | 2,5   | 2,9        |
| Amérindiens       | 4,0     | 1,4   | 0,9        |
| Afro-Américains   | 0,8     | 0,6   | 12,6       |
| Total             | 100     | 100   | 100        |
|                   |         |       |            |
| Latino-Américains | 43,6    | 11,2  | 16,7       |

| 1960 | 1970 | 1980 | 1990 | 2000 | 2010 |
| ---- | ---- | ---- | ---- | ---- | ---- |
| 107  | 107  | 100  | 106  | 144  | 124  |

Selon l'American Community Survey pour la période 2011-2015, 51,52 % de la population âgée de plus de 5 ans déclare parler l'anglais à la maison, 44,70 % déclare parler l'espagnol et 3,79 % une autre langue.

## Source
- (en) Cet article est partiellement ou en totalité issu de l’article de Wikipédia en anglais intitulé « Acequia, Idaho » (voir la liste des auteurs).